# Telford (Tennessee)
Pour les articles homonymes, voir Telford.
Telford est une census-designeted-place située dans le Comté de Washington dans l'état du Tennessee.
Sa population était de 921 habitants en 2010.